# Inverell
Inverell è una città dell'Australia situata nel Nuovo Galles del Sud. Si trova a circa 570 km a nord di Sydney ed è il centro amministrativo della LGA della contea di Inverell.